# Ливадия (санаторий, Казань)
55°49′40″ с. ш. 49°10′58″ в. д.
Ливадия — санаторий в городе Казани, один из крупнейших санаторных комплексов Татарстана.

## Расположение
Санаторий «Ливадия» расположен в городской черте Казани (на территории Советского района), на левом берегу реки Казанки, в живописном лесу.
С обрывистого берега, находящегося на территории санатория, открывается вид на реку Казанка и восточную окраину Ново-Савиновского района.

## История
Первоначально, в самом начале 1930-х, посреди Троицкого леса устроили дачи партийных работников высокого ранга ("обкомовские дачи") - построил их, согласно мемуарным свидетельствам, персек обкома Михаил Осипович Разумов. Затем они перешли в ведение Наркомата здравоохранения ТАССР.
Казанская «Ливадия» известна как лечебно-оздоровительное заведение с 1938 года.
Официальный статус санатория «Ливадия» получила в 1962 году.

## Объекты
На территории санатория расположены:
- «Акватория» (водолечение, грязелечение, тренажёрный зал, банный комплекс, бассейн, касса);
- Центр питания и отдыха (обеденный зал, банкетный зал, конференц-зал, кино-концертный зал, бювет с минеральной водой);
- Лечебный корпус (администрация, касса, диспетчер, физиотерапевтическое отделение, клиническая лаборатория, спелеокамера);
- корпус «Берёза» (аптечный пункт, магазин, жилые номера);
- корпус «Ёлочка» (жилые номера);
- корпус «Рябина» (отдел размещения и реализации путёвок, касса, диспетчер, дежурный врач, круглосуточный пост медсестры, процедурный кабинет, кабинет функциональной диагностики, жилые номера);
- летняя, спортивная и детская площадки;
- дорожки для терренкура;
- хозблок;
- автостоянка;
- главный вход и транспортные ворота.

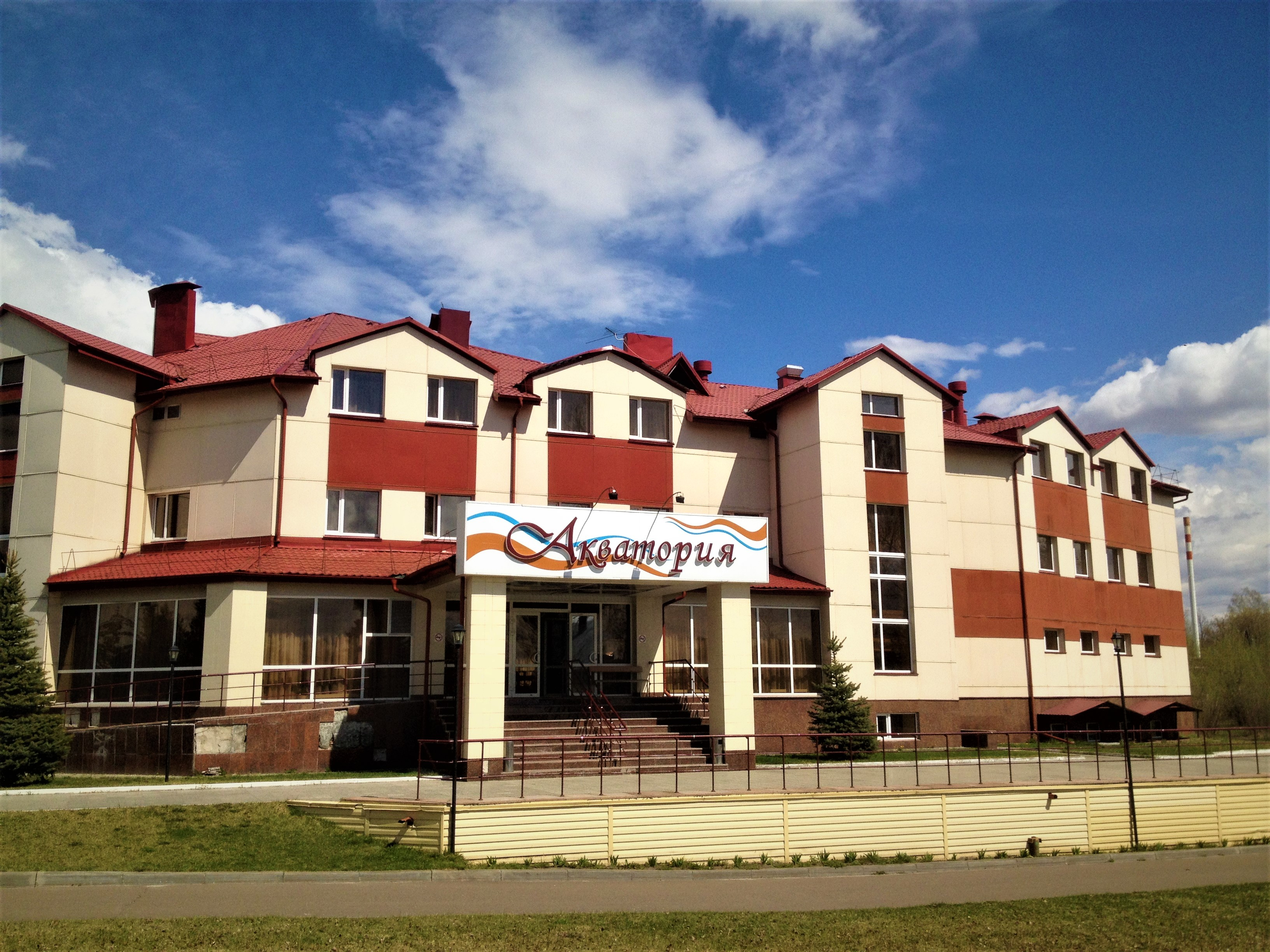
«Акватория»
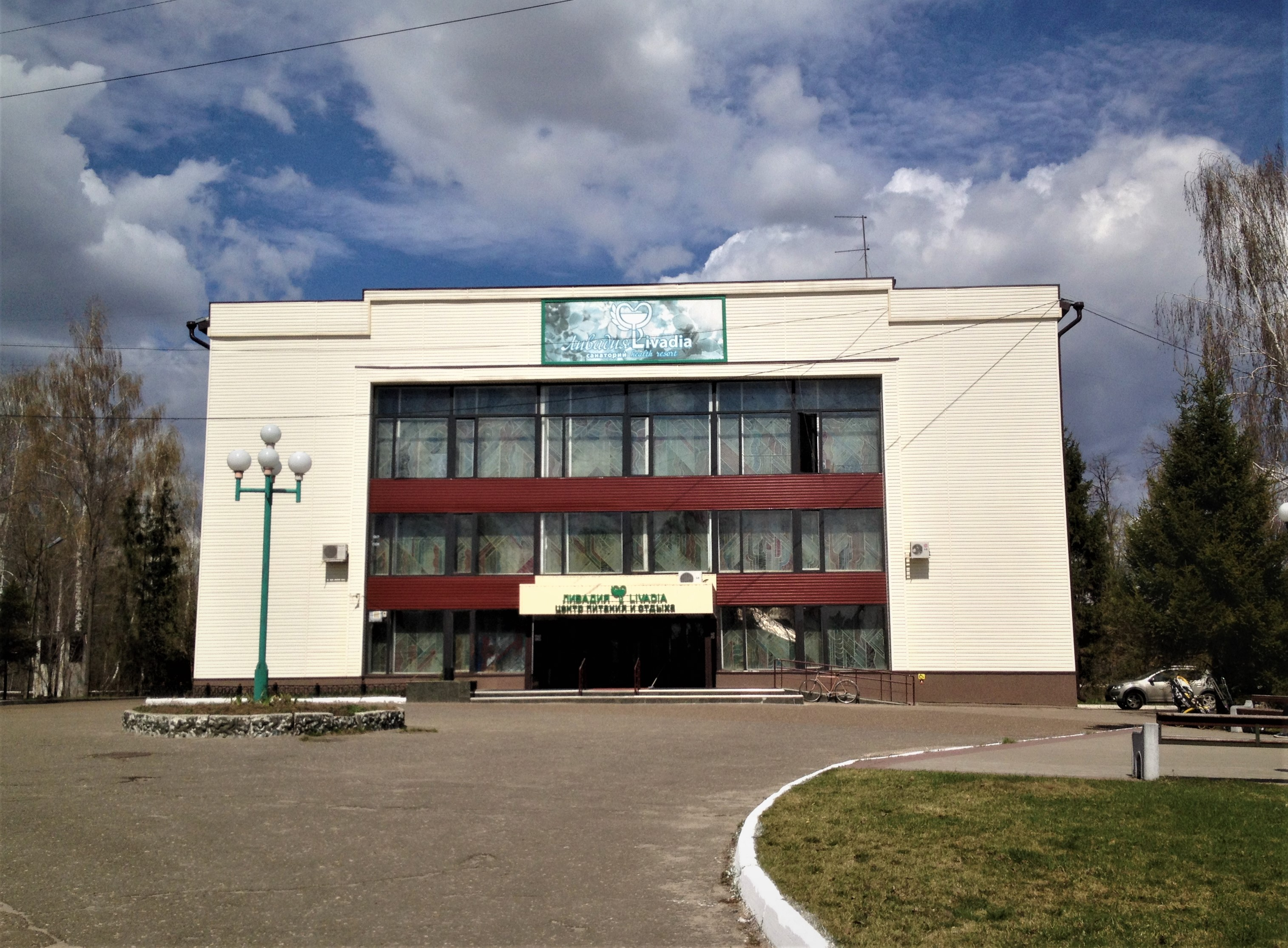
Центр питания и отдыха
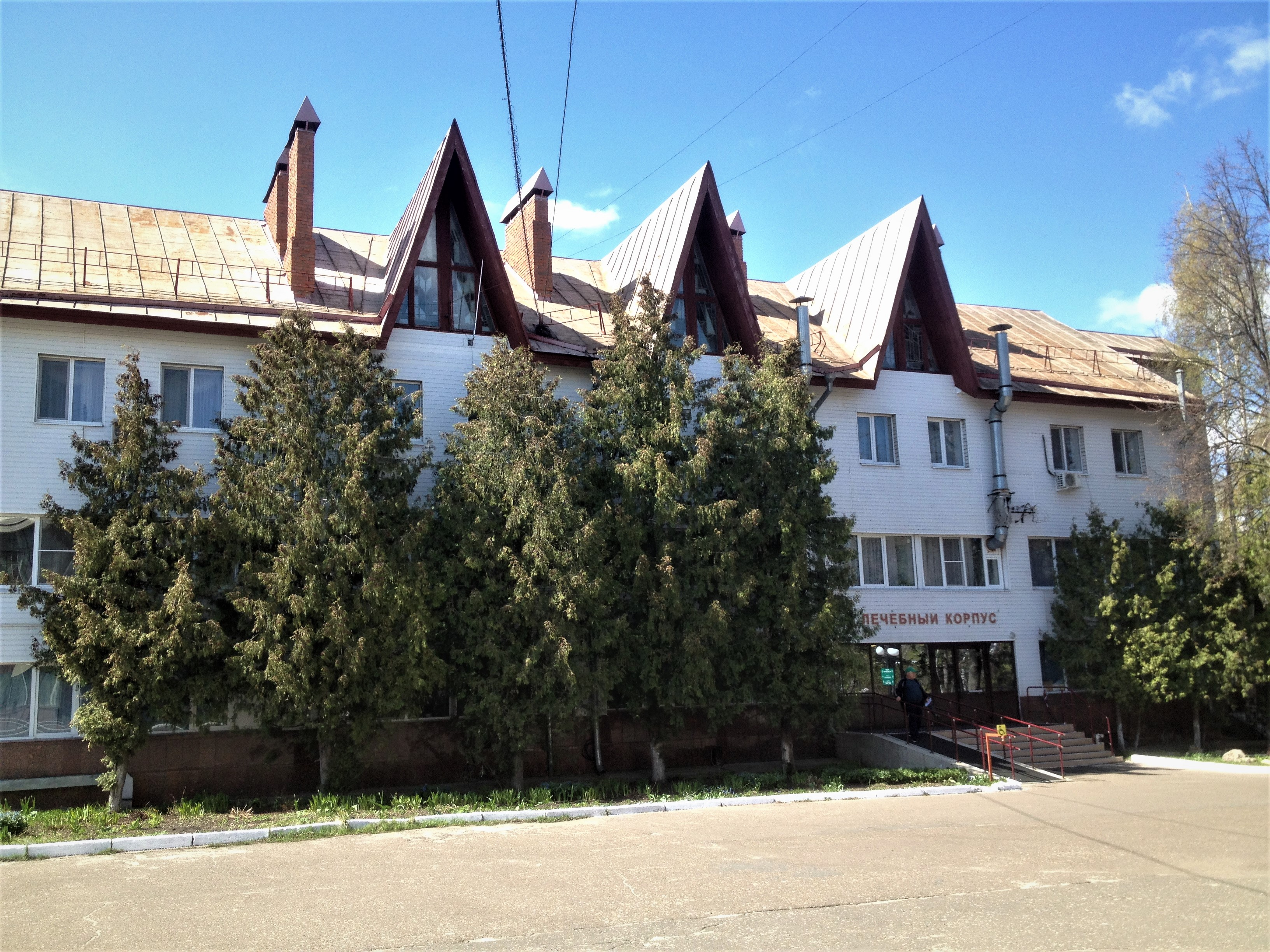
Лечебный корпус
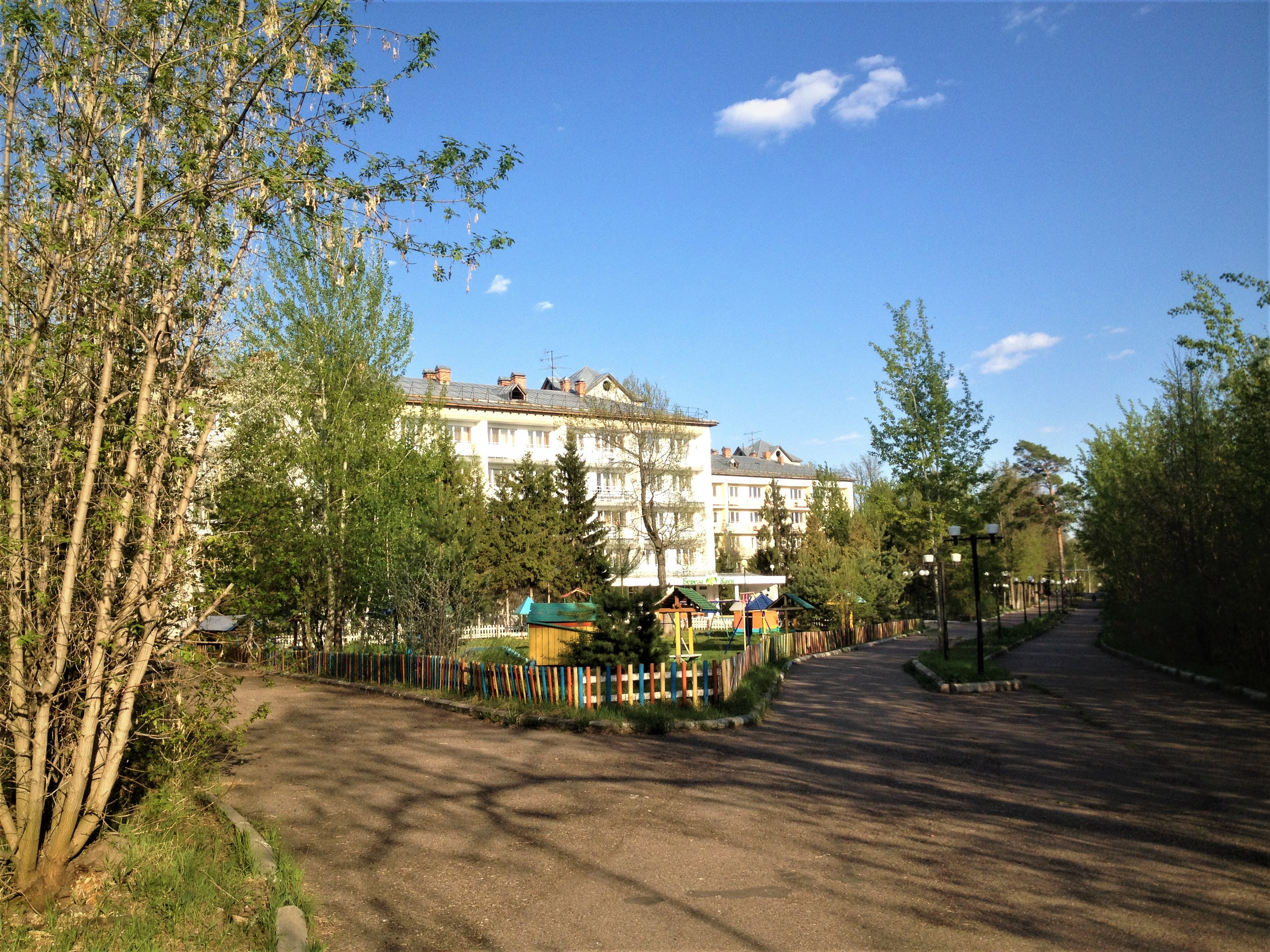
Корпус «Берёза» и детская площадка

## Лечение
В санатории оказываются услуги по лечению заболеваний системы кровообращения, органов дыхания, эндокринной и нервной систем, органов пищеварения.
Осуществляется помощь по профилям: урология, гинекология, травматология, профпатология, офтальмология.
Производится оздоровление беременных групп риска, реабилитацию пациентов, перенесших кардиохирургические вмешательства, страдающих сахарным диабетом, перенесших операции на желудочно-кишечном тракте, в том числе лапароскопическую холецистэктомию, постинфарктных пациентов.

## Природа
На территории санатория «Ливадия» растут редкие растения: в том числе, лилия кудреватая (саранка) и любка двулистная.
Здесь обитают различные виды птиц, белки, ящерицы.